# Anachis pygmaea
Anachis pygmaea är en snäckart som först beskrevs av Sowerby 1832.  Anachis pygmaea ingår i släktet Anachis och familjen Columbellidae. Inga underarter finns listade i Catalogue of Life.